# 64e Golden Globe Awards
De 64e Golden Globe Awards werden op 15 januari 2007 uitgereikt in het Beverly Hilton Hotel in Beverly Hills (Californië). De prijsuitreiking werd gepresenteerd door Alex Cambert en Shaun Robinson. De nominaties werden op 14 december 2006 bekendgemaakt.
Animatiefilms kregen in 2007 voor het eerst een eigen categorie van de Hollywood Foreign Press Association. De invoering van deze categorie betekende dat animatiefilms niet langer in aanmerking konden komen voor de twee categorieën voor beste film.

## Film – winnaars en nominaties

### Beste dramafilm
- Babel
  - Bobby
  - The Departed
  - Little Children
  - The Queen

### Beste komische of muzikale film
- Dreamgirls
  - Borat: Cultural Learnings of America for Make Benefit Glorious Nation of Kazakhstan
  - The Devil Wears Prada
  - Little Miss Sunshine
  - Thank You for Smoking

### Beste regisseur
- Martin Scorsese – The Departed
  - Clint Eastwood – Flags of Our Fathers
  - Clint Eastwood – Letters from Iwo Jima
  - Stephen Frears – The Queen
  - Alejandro González Iñárritu – Babel

### Beste acteur in een dramafilm
- Forest Whitaker – The Last King of Scotland
  - Leonardo DiCaprio – The Departed
  - Leonardo DiCaprio – Blood Diamond
  - Peter O'Toole – Venus
  - Will Smith – The Pursuit of Happyness

### Beste actrice in een dramafilm
- Helen Mirren – The Queen
  - Penélope Cruz – Volver
  - Judi Dench – Notes on a Scandal
  - Maggie Gyllenhaal – Sherrybaby
  - Kate Winslet – Little Children

### Beste acteur in een komische of muzikale film
- Sacha Baron Cohen – Borat: Cultural Learnings of America for Make Benefit Glorious Nation of Kazakhstan
  - Johnny Depp – Pirates of the Caribbean: Dead Man's Chest
  - Aaron Eckhart – Thank You for Smoking
  - Chiwetel Ejiofor – Kinky Boots
  - Will Ferrell – Stranger than Fiction

### Beste actrice in een komische of muzikale film
- Meryl Streep – The Devil Wears Prada
  - Annette Bening – Running with Scissors
  - Beyoncé – Dreamgirls
  - Toni Collette – Little Miss Sunshine
  - Renée Zellweger – Miss Potter

### Beste mannelijke bijrol
- Eddie Murphy – Dreamgirls
  - Ben Affleck – Hollywoodland
  - Jack Nicholson – The Departed
  - Brad Pitt – Babel
  - Mark Wahlberg – The Departed

### Beste vrouwelijke bijrol
- Jennifer Hudson – Dreamgirls
  - Adriana Barraza – Babel
  - Cate Blanchett – Notes on a Scandal
  - Emily Blunt – The Devil Wears Prada
  - Rinko Kikuchi – Babel

### Beste script
- The Queen – Peter Morgan
  - Babel – Guillermo Arriaga
  - The Departed – William Monahan
  - Little Children – Todd Field, Tom Perrotta
  - Notes on a Scandal – Patrick Marber

### Beste filmmuziek
- The Painted Veil – Alexandre Desplat
  - Babel – Gustavo Santaolalla
  - The Da Vinci Code – Hans Zimmer
  - The Fountain – Clint Mansell
  - Nomad – Carlo Siliotto

### Beste filmsong
- "The Song of the Heart" – Happy Feet
  - "Never Gonna Break My Faith" – Bobby
  - "Listen" – Dreamgirls
  - "Try Not to Remember" – Home of the Brave
  - "A Father's Way" – The Pursuit of Happyness

### Beste animatiefilm
- Cars
  - Happy Feet
  - Monster House

### Beste niet-Engelstalige film
- Letters from Iwo Jima –  Verenigde Staten
  - Apocalypto –  Verenigde Staten
  - Das Leben der Anderen (The Lives of Others) –  Duitsland
  - El laberinto del fauno (Pan's Labyrinth) –  Spanje /  Mexico
  - Volver –  Spanje

## Films met meerdere nominaties
De volgende films ontvingen meerdere nominaties:
| Nominaties | Film                                                                                | Awards |
| ---------- | ----------------------------------------------------------------------------------- | ------ |
| 7          | Babel                                                                               | 1      |
| 6          | The Departed                                                                        | 1      |
| 5          | Dreamgirls                                                                          | 3      |
| 4          | The Queen                                                                           | 2      |
| 3          | Little Children                                                                     |        |
| 3          | Notes on a Scandal                                                                  |        |
| 3          | The Devil Wears Prada                                                               | 1      |
| 2          | Bobby                                                                               |        |
| 2          | Borat: Cultural Learnings of America for Make Benefit Glorious Nation of Kazakhstan | 1      |
| 2          | Happy Feet                                                                          | 1      |
| 2          | Letters from Iwo Jima                                                               | 1      |
| 2          | Little Miss Sunshine                                                                |        |
| 2          | Thank You for Smoking                                                               |        |
| 2          | The Pursuit of Happyness                                                            |        |
| 2          | Volver                                                                              |        |

## Cecil B. DeMille Award
- Warren Beatty

## Televisie – winnaars en nominaties

### Beste dramaserie
- Grey's Anatomy
  - 24
  - Big Love
  - Heroes
  - Lost

### Beste komische of muzikale serie
- Ugly Betty
  - Desperate Housewives
  - Entourage
  - The Office
  - Weeds

### Beste miniserie of televisiefilm
- Elizabeth I
  - Bleak House
  - Broken Trail
  - Mrs. Harris
  - Prime Suspect: The Final Act

### Beste acteur in een dramaserie
- Hugh Laurie – House
  - Patrick Dempsey – Grey's Anatomy
  - Michael C. Hall – Dexter
  - Bill Paxton – Big Love
  - Kiefer Sutherland – 24

### Beste actrice in een dramaserie
- Kyra Sedgwick – The Closer
  - Patricia Arquette – Medium
  - Edie Falco – The Sopranos
  - Evangeline Lilly – Lost
  - Ellen Pompeo – Grey's Anatomy

### Beste acteur in een komische of muzikale serie
- Alec Baldwin – 30 Rock
  - Zach Braff – Scrubs
  - Steve Carell – The Office
  - Jason Lee – My Name Is Earl
  - Tony Shalhoub – Monk

### Beste actrice in een komische of muzikale serie
- America Ferrera – Ugly Betty
  - Marcia Cross – Desperate Housewives
  - Felicity Huffman – Desperate Housewives
  - Julia Louis-Dreyfus – The New Adventures of Old Christine
  - Mary-Louise Parker – Weeds

### Beste acteur in een miniserie of televisiefilm
- Bill Nighy – Gideon's Daughter
  - Andre Braugher – Thief
  - Robert Duvall – Broken Trail
  - Michael Ealy – Sleeper Cell
  - Chiwetel Ejiofor – Tsunami: The Aftermath
  - Ben Kingsley – Mrs. Harris
  - Matthew Perry – The Ron Clark Story

### Beste actrice in een miniserie of televisiefilm
- Helen Mirren – Elizabeth I
  - Helen Mirren – Prime Suspect: The Final Act
  - Gillian Anderson – Bleak House
  - Annette Bening – Mrs. Harris
  - Sophie Okonedo – Tsunami: The Aftermath

### Beste mannelijke bijrol in een televisieserie, miniserie of televisiefilm
- Jeremy Irons – Elizabeth I
  - Thomas Haden Church – Broken Trail
  - Justin Kirk – Weeds
  - Masi Oka – Heroes
  - Jeremy Piven – Entourage

### Beste vrouwelijke bijrol in een televisieserie, miniserie of televisiefilm
- Emily Blunt – Gideon's Daughter
  - Toni Collette – Tsunami: The Aftermath
  - Katherine Heigl – Grey's Anatomy
  - Sarah Paulson – Studio 60 on the Sunset Strip
  - Elizabeth Perkins – Weeds

## Series met meerdere nominaties
De volgende series ontvingen meerdere nominaties:
| Nominaties | Serie                        | Awards |
| ---------- | ---------------------------- | ------ |
| 4          | Grey's Anatomy               | 1      |
| 4          | Weeds                        |        |
| 3          | Broken Trail                 |        |
| 3          | Desperate Housewives         |        |
| 3          | Elizabeth I                  | 3      |
| 3          | Mrs. Harris                  |        |
| 2          | 24                           |        |
| 2          | Big Love                     |        |
| 2          | Bleak House                  |        |
| 2          | Entourage                    |        |
| 2          | Gideon's Daughter            | 2      |
| 2          | Heroes                       |        |
| 2          | Lost                         |        |
| 2          | Prime Suspect: The Final Act |        |
| 2          | The Office                   |        |
| 2          | Tsunami: The Aftermath       |        |
| 2          | Ugly Betty                   | 2      |